# 知青大返城
知青大返城發生於文化大革命結束後數年。時間點約為1970年代後期至1980年代初期。簡略來說，該返城事件是指文革期間上山下鄉運動的知青們，於文革結束後，通過請願、罷工、臥軌、甚至絕食等方式的抗爭強烈要求回城的活動。

## 历史

### 導火線
知青返城的起始點一般是1976年李慶霖事件，此后上海知青丁惠民曾于1978年10月在西双版纳两度向国务院写联名信，而真正促成知青返鄉的最大導火線則是上海知青瞿林仙在1978年11月12日西雙版納難產死亡。瞿林仙死亡引起大批請願，农垦总局局长赵凡被派遣至云南调查。1979年年初，國務院開始允許知青返城，至此上山下鄉運動正式結束。

### 統計
除了少數落戶於農場的知青們之外，近千萬的大多數知識青年都返回了原本居住城市，並繼續發展學業或工作。以返鄉導火線的雲南農場為例，1979年2月，知青大返城開始後，短短三個月，雲南農場知青返城率高達90％以上。到了次年，本來約十萬知青的該農場僅留下3200人左右，不足原總數的3％。

## 性侵犯
不少干部以从农村返回城市上大学、进工厂的名额要胁，强迫女知青與其發生性關係。据国务院知青办1973年的数据，自1969年以来迫害知青案件2.3万余起，其中奸污女知青案约占到70%。典型案例为驻西双版纳的云南生产建设兵团一师二团张国良连长，强奸3名女知青、猥亵17名女知青，调查组为了包庇，对受害女性做思想工作并要她们「实事求是」，至1973年李先念副总理狠批「张国良那个连长，和日本鬼子差不多......你还把他当干部......讨论来讨论去就是处理不下」，张国良才伏法。